# Elista

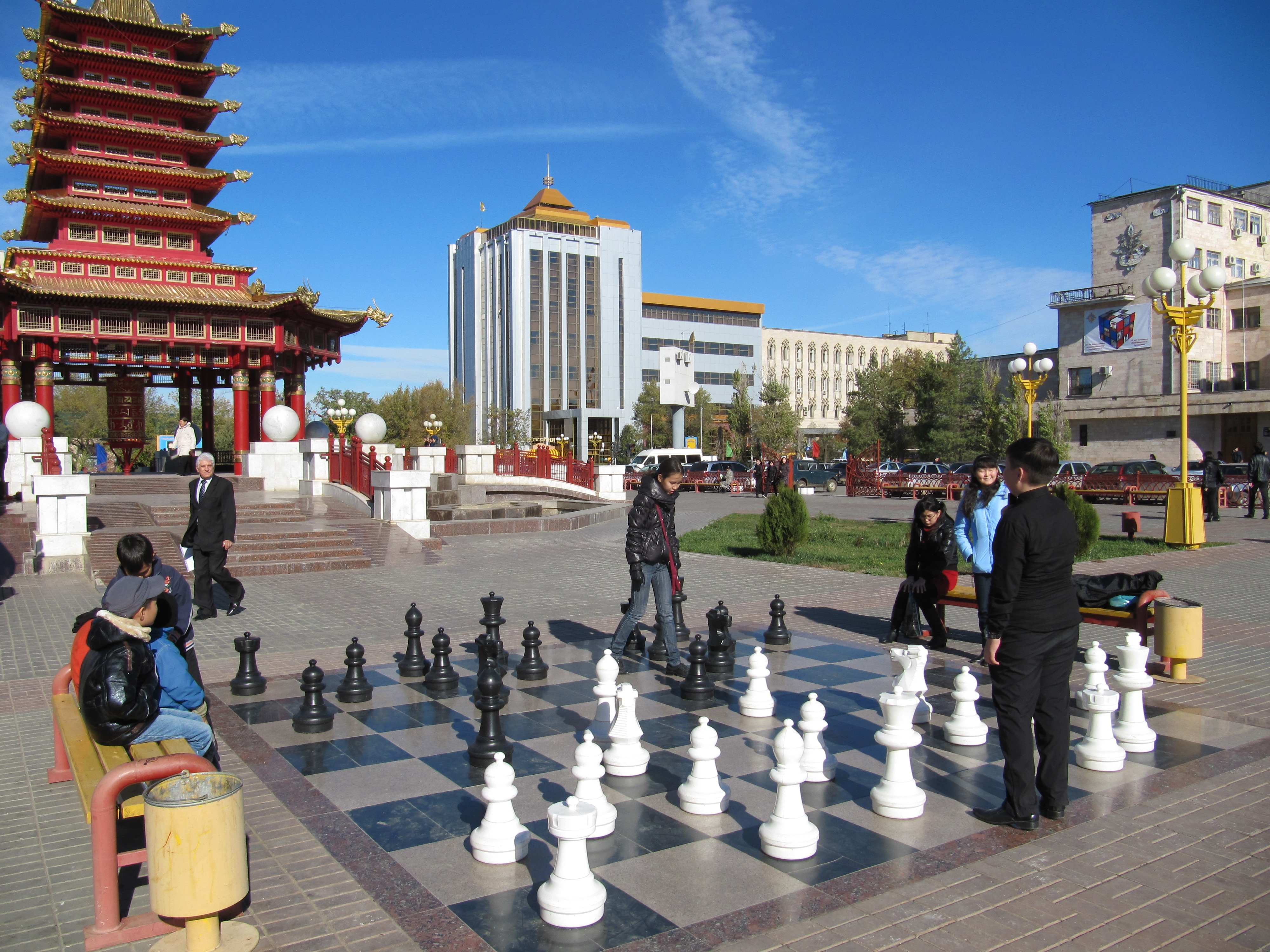
Miasteczko szachowe

Elista (ros. Элиста, kałm. Элст, Elst) – miasto na terytorium Federacji Rosyjskiej, ośrodek administracyjny i stolica republiki Kałmucji, ok. 103,1 tys. mieszkańców (2020). Ważny regionalny węzeł transportowy i port lotniczy.
W mieście rozwinął się przemysł materiałów budowlanych, spożywczy oraz meblarski.

## Geografia

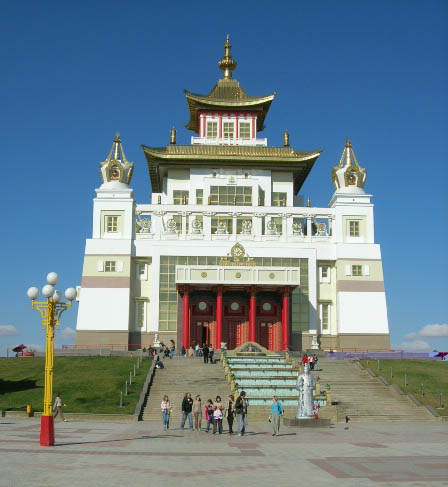
Buddyjska Złota Świątynia w Elista

Miasto znajduje się w zachodniej części Kałmucji, ok. 260 km od zachodniego wybrzeża Morza Kaspijskiego.
W Elista zlokalizowane są zakłady przemysłu budowlanego, przetwórczego, spożywczego, oraz przemysłu lekkiego.

## Demografia
Ogólna liczba mieszkańców:
- 1939 – 17,1 tys. mieszk.
- 1959 – 23,2 tys. mieszk.
- 1970 – 49,9 tys. mieszk.
- 1989 – 89,7 tys. mieszk.
- 2002 – 104,3 tys. mieszk.
- 2008 – 102,7 tys. mieszk.
- 2020 – 103,1 tys. mieszk.

## Historia
Elista została założona w 1865 roku, jako niewielka osada w prowincji Astrachań. Nazwa Elista to hydronim pobliskiej rzeki, której nazwa w miejscowym języku oznacza piasek lub wytrwały. W 1927 r. w oparciu o istniejącą wieś zbudowano osadę, która w 1930 roku uzyskała prawa miejskie.
Elista od 1924 roku była stolicą obwodu autonomicznego, następnie Kałmuckiej Autonomicznej SRR (socjalistycznej republiki w składzie ZSRR), a od 1991 r. Republiki Kałmucji.
W czasie II wojny światowej, 13 sierpnia 1942 r. Elista została zdobyta przez armię niemiecką (Grupa Armii A). Ponieważ niemiecka ofensywa na południowym odcinku frontu wschodniego w grudniu 1942 r. się załamała, miasto w styczniu 1943 zostało opuszczone przez Grupę Armii Hoth i 4 Armię Pancerną, a następnie jednostki stopniowo wycofywały się na zachód.
Podczas okupacji hitlerowskiej, we wrześniu 1941 roku, Niemcy utworzyli getto dla żydowskich mieszkańców. Przebywało w nim około 500 osób. 9 września 1942 roku Niemcy zlikwidowali getto, a Żydów zamordowali. Sprawcami zbrodni było Sonderkommando Astrachań. 
W latach 1944–1957 ludność kałmucka została wysiedlona na rozkaz Stalina na Syberię. Została ona oskarżona o współpracę z armią niemiecką w trakcie II wojny światowej. W tym czasie Elista nosiła nazwę Stiepnoj (Степно́й). W 1958 po rehabilitacji ponownie utworzono Kałmucką ASRR.
Na początku lat 60. XX wieku Elista liczyła ok. 30 tys. mieszkańców i dość szybko się rozwijała. Jej przemysł był wówczas oparty głównie o surowce zwierzęce: mięso, skóry, wełnę.
W 1998 r. w mieście zorganizowano XXXIII Olimpiadę szachową.
Podczas wizyty w mieście w 1998 r. XIV Dalajlama zdecydował o budowie nowej buddyjskiej świątyni dla mieszkańców Elisty. Została ona otwarta w grudniu 2005 roku.

## Sport

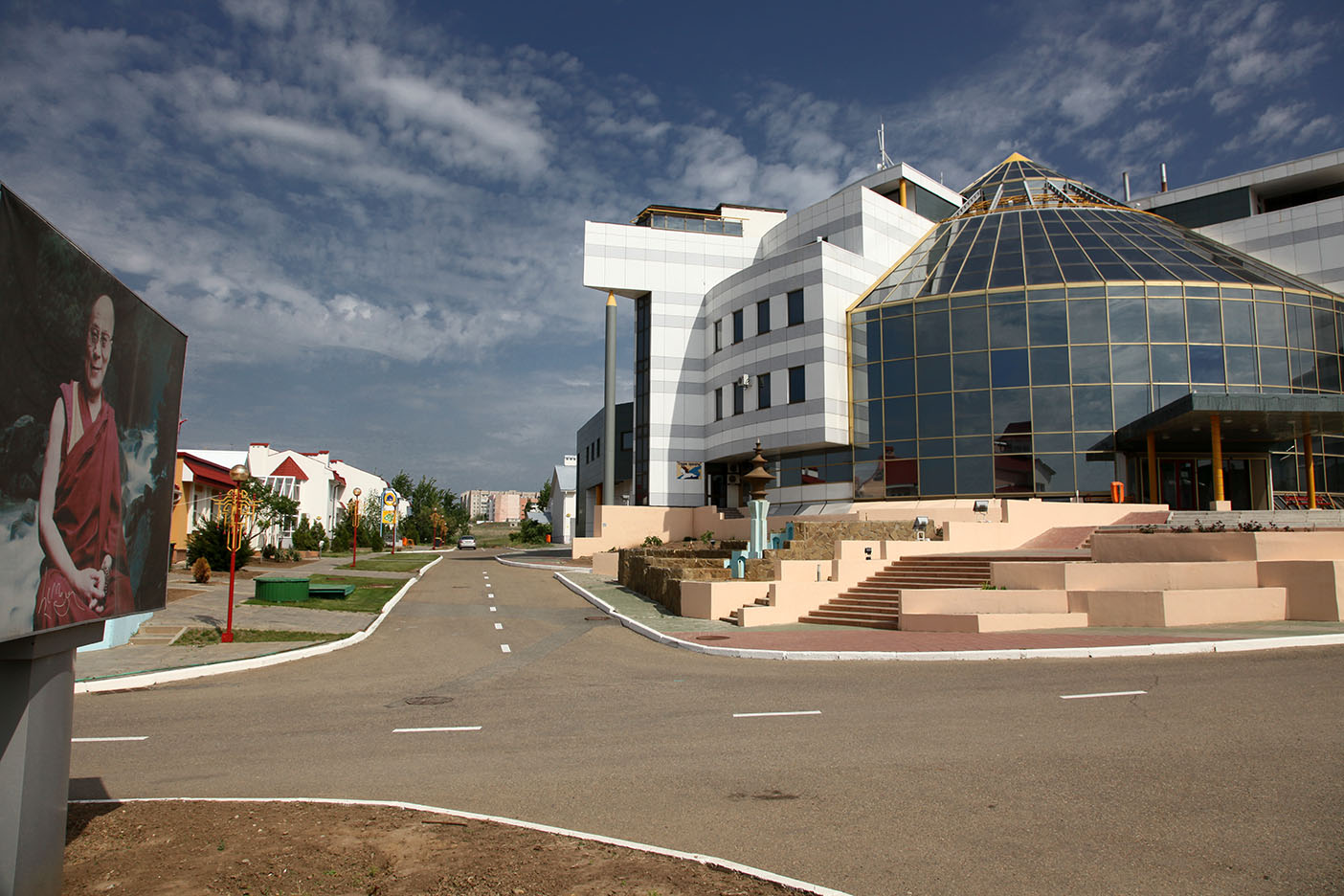
Miasteczko szachowe w Elista

Elista była ważnym centrum szachowym, sportu propagowanego przez prezydenta republiki Kirsana Ilumżynowa – mistrza szachowego i prezydenta FIDE. W 1998 r. odbyła się tutaj 33. olimpiada szachowa.
W mieście działa też klub piłkarski FK Elista (wcześniej Urałan Elista), grający obecnie w rozgrywkach Wtoroj diwizion.

## Ludzie związani z miastem
- Kirsan Ilumżynow (1962) – prezydent Republiki Kałmucji
- Sanan Siugirow (1993) – arcymistrz szachowy

## Miasta partnerskie
- Howell[7]
- Lhasa, od 27 października 2004[8]